# Топлофикация Ямбол
„Топлофикация Ямбол“ ЕАД е създадено с цел да снабдява с топлоенергия промишлените предприятия в индустриалната зона и една част от бита и бюджетните организации на гр. Ямбол. Дружеството е основано през 1966 г. и първоначално разполага с 2 парни котела МС1600 и 4 водогрейни котела КМ-12.

## Техническа база
Дружеството разполага с 8 парни котела с инсталирана мощност 198 т/час, химичен цех с мощност 100 т./час, мазутно стопанство с вместимост 15 х. м3 и захранващ газопровод с диаметър ф 219. Изградените 4 топлопреносни магистрали със своите отклонения покриват цялата индустриална зона.
Парните котли МС1600 са произведени през 1963 г. и използват мазут за гориво. Първият котел МС1600-I с инв.№ 204/6.23 е въведен в експоатация през септември 1966 г., а вторият парен котел МС1600-II с инв.№204/6.24 е пуснат в експлоатация през август 1967 г. Производсвените параметри на котлите са следните:
- номинално паропроизводство 15 тона/час
- номинално налягане на парата 3.9 MPa
- разход на гориво мазут – 2 тона/час.

Според финансовите отчети на дружеството стойността на придобиване на двата парни котли МС1600 е напълно амортизирана към декември 1986 г. за МС1600-I, и съответно към декември 1987 г. за МС1600-II. Двата броя МС1600 са изведени окончателно от производство на 26 октомври 1995 г.
Котлите КМ-12 от 2000 г. са газифицирани и работят на гориво природен газ.

## Приватизация
През 2004 г. дружеството е приватизирано като новият мажоритарен собственик е АКБ ФОРЕС.
„Топлофикация – Ямбол“ ЕАД има изградени топлопроводни връзки с над 20 потребители на топлоенергия, като всички те са били нейни консуматори. Към 2004 г. от всички инсталирани парни котли работят 4 бр. КМ-12, с обща мощност 48т/час. Горивната база на парните котли е природен газ, който се доставя от „Булгаргаз“. „Топлофикация – Ямбол“ ЕАД има 10 абонатни станции с монтирани 8 топломера. Към 2004 г. присъединените консуматори на пара от „Топлофикация-Ямбол“ са:
- 500 битови консуматори,
- 2 промишлени предприятия
- 5 бюджетни организации.

## Когенерация
През 2006 г. започна проект за изграждане на високоефективна ко-генерационна инсталация с газови двигатели и електрическа мощност от порядъка на 3 – 3.5 MWe. През зимния период допълнително необходимата топлинна енергия ще се осигурява от два броя водогрейни котли КМ-12.